# Saccoploca strigaria
Saccoploca strigaria är en fjärilsart som beskrevs av Jones 1921. Saccoploca strigaria ingår i släktet Saccoploca och familjen Uraniidae. Inga underarter finns listade.